# Pink Ribbon
Il Pink Ribbon è un torneo di snooker classificabile come torneo di preparazione che si svolge ogni dal 2010 a Gloucester in Inghilterra.

## Albo d'oro
| Anno | Vincitore         | Finalista       | Risultato | Stagione  |
| ---- | ----------------- | --------------- | --------- | --------- |
| 2010 | Michael Holt      | Jimmy White     | 6 - 5     | 2010-2011 |
| 2011 | Mark Joyce        | Michael Holt    | 4 - 0     | 2011-2012 |
| 2012 | Stuart Bingham    | Peter Lines     | 4 - 0     | 2012-2013 |
| 2013 | Joe Perry         | Barry Hawkins   | 4 - 3     | 2013-2014 |
| 2014 | Peter Lines       | Lee Walker      | 4 - 1     | 2014-2015 |
| 2015 | Ronnie O'Sullivan | Darryn Walker   | 4 - 2     | 2015-2016 |
| 2016 | Jamie Jones       | David Grace     | 4 - 3     | 2016-2017 |
| 2017 | Robert Milkins    | Rob James       | 4 - 2     | 2017-2018 |
| 2018 | Andrew Norman     | Harvey Chandler | 4 - 2     | 2018-2019 |
| 2019 | Stuart Bingham    | Mark Allen      | 4 - 3     | 2019-2020 |

## Finalisti
| N° | Giocatore         | Vittorie | Finali perse | Totale |
| -- | ----------------- | -------- | ------------ | ------ |
| 1  | Stuart Bingham    | 2        | 0            | 2      |
| 2  | Michael Holt      | 1        | 1            | 2      |
| 3  | Peter Lines       | 1        | 1            | 2      |
| 4  | Mark Joyce        | 1        | 0            | 1      |
| 5  | Joe Perry         | 1        | 0            | 1      |
| 6  | Ronnie O'Sullivan | 1        | 0            | 1      |
| 7  | Jamie Jones       | 1        | 0            | 1      |
| 8  | Robert Milkins    | 1        | 0            | 1      |
| 9  | Andrew Norman     | 1        | 0            | 1      |
| 10 | Jimmy White       | 0        | 1            | 1      |
| 11 | Barry Hawkins     | 0        | 1            | 1      |
| 12 | Lee Walker        | 0        | 1            | 1      |
| 13 | Darryn Walker     | 0        | 1            | 1      |
| 14 | David Grace       | 0        | 1            | 1      |
| 15 | Rob James         | 0        | 1            | 1      |
| 16 | Harvey Chandler   | 0        | 1            | 1      |
| 17 | Mark Allen        | 0        | 1            | 1      |